# Picotamide
Picotamide è un inibitore dell'aggregazione piastrinica, più specificamente un inibitore della sintesi del trombossano A2 ed un antagonista del recettore del trombossano con attività di tipo antipiastrinico. In Italia la molecola è prodotta e venduta dalla società farmaceutica Teofarma con il nome commerciale di Plactidil nella forma farmaceutica di compresse contenenti 300 mg di principio attivo.

## Chimica
Il composto appare come una polvere cristallina bianca o quasi bianca. Solo lievemente solubile in acqua, ampiamente solubile nell'etanolo e in diclorometano.

## Farmacodinamica
Picotamide si caratterizza per una duplice azione: antiaggregante piastrinica e fibrinolitica.

Il composto funge da inibitore della trombossano sintasi e da inibitore del recettore del trombossano, modificando, in quest'ultimo caso, le risposte cellulari alla attivazione del recettore del trombossano. Inibisce inoltre la migrazione e la proliferazione dei miociti indotta dal fibrinogeno, uno dei meccanismi alla base dell'aterogenesi.
 
La molecola non sembra invece influenzare la biosintesi delle prostaglandine o delle prostacicline ed è sprovvista di qualsiasi effetto antinfiammatorio.
Il picco d'azione antiaggregante piastrinica è raggiunto alla ottava ora.
A distanza di 72 ore dalla somministrazione l'effetto tende a scomparire.
Picotamide possiede un marcato effetto fibrinolitico, che raggiunge il massimo verso la seconda ora del trattamento e si mantiene in modo duraturo.
L'azione fibrinolitica è stata documentata da un incremento dei prodotti di degradazione del fibrinogeno, come anche da un aumento del consumo di fibrinogeno e plasminogeno plasmatici.

## Farmacocinetica
A seguito di somministrazione per via orale la molecola viene rapidamente assorbita dal tratto gastroenterico. La concentrazione plasmatica di picco (Cmax) viene raggiunta entro 1 ora (Tmax) dall'assunzione. 
Il farmaco viene eliminato dall'organismo prevalentemente attraverso l'emuntorio renale.

## Tossicologia
La DL50 nel ratto dopo somministrazione per via intraperitoneale è stata di 685 ± 27 mg/kg peso corporeo, e superiore a 3.000 mg/kg per via orale.
Nel topo la DL50 è stata invece di 942 ± 29 mg/kg quando somministrato per via intraperitoneale, mentre per via orale è stata superiore a 3.000 mg/kg .

## Usi clinici
Il composto trova indicazione in tutti i disordini tromboembolici in cui è opportuno inibire la reattività piastrinica e stimolare l'azione fibrinolitica, e fra questi l'infarto del miocardio, l'embolia polmonare, la trombosi venosa, la trombosi arteriosa, le malattie cerebrovascolari, le vasculopatie periferiche.

## Effetti collaterali e indesiderati
I principali effetti avversi in corso di trattamento con picotamide sono generalmente di natura gastrointestinale, quali ad esempio dispepsia, nausea, dolore addominale, epigastralgia, vomito, diarrea.

## Controindicazioni
La molecola è controindicata nei soggetti con ipersensibilità nota al principio attivo oppure ad uno qualsiasi degli eccipienti utilizzati nella formulazione farmacologica. Controindicata anche nei pazienti affetti da sindromi emorragiche, malattia peptica (esofagite peptica, gastrite erosiva, ulcera gastroduodenale), gravidanza.